# Tombstone, Arizona
Tombstone är en stad i sydöstra delen av den amerikanska delstaten Arizona, med en yta av 11,1 km² och en befolkning, som uppgår till 1 569 invånare (2006). Staden var känd som en av de dödligaste städerna i västern under senare delen av 1800-talet. Här utspelades den bekanta revolverstriden vid O.K. Corral.
Staden är belägen i den sydöstra delen av delstaten, cirka 50 km norr om gränsen till  Mexiko och cirka 100 km väster om gränsen till New Mexico. Strax utanför staden finns den historiskt ryktbara kyrkogården Boot Hill.